# Rudolf Wagner (Mediziner)

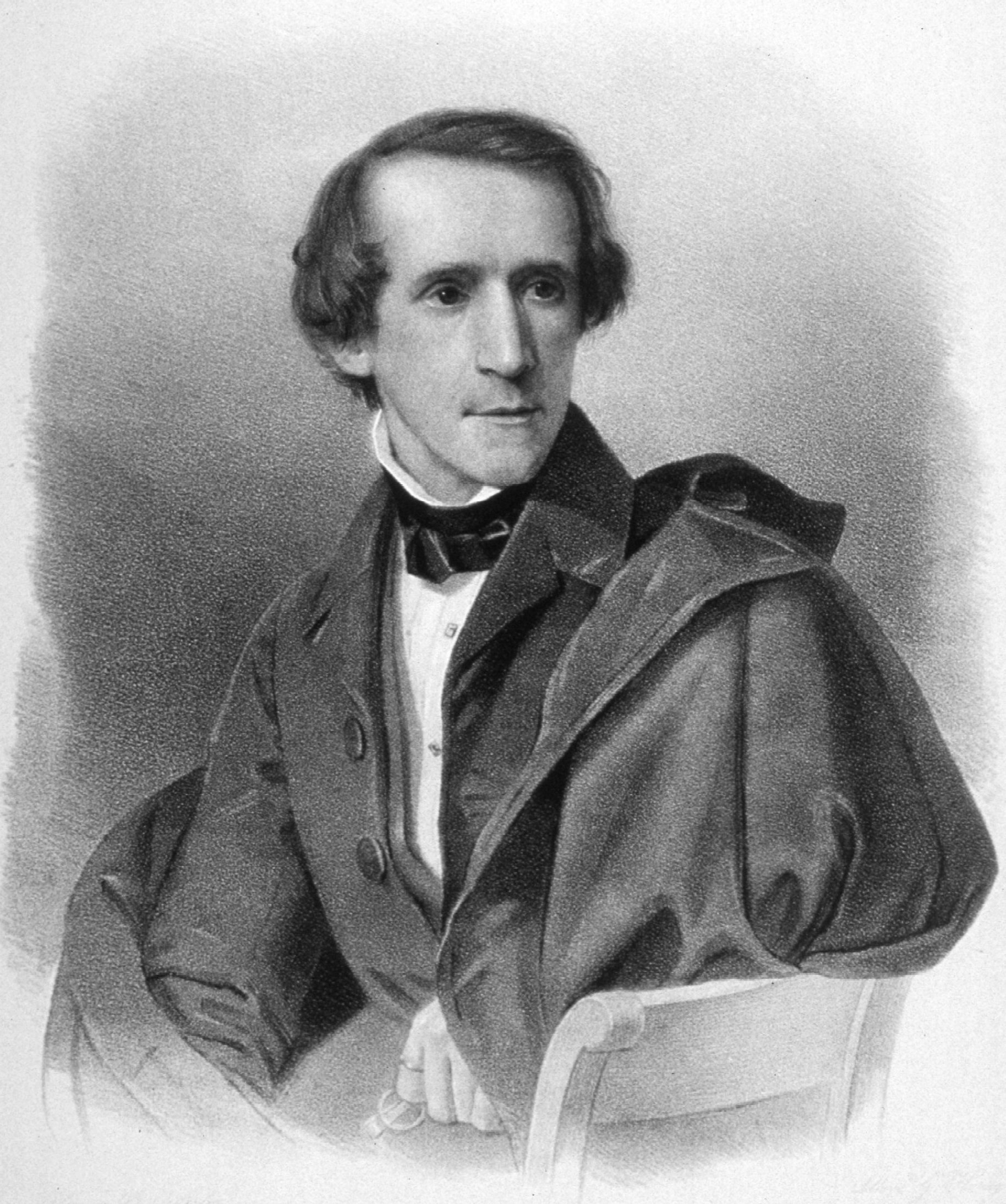
Rudolf Wagner, wohl um 1850

Rudolf Friedrich Johann Heinrich Wagner (auch Rudolph; * 30. Juni 1805 in Bayreuth; † 13. Mai 1864 in Göttingen) war ein deutscher Anatom, Zoologe und Physiologe. Er wirkte als Professor in Erlangen und Göttingen.

## Leben
Rudolf Johann Wagner, der Sohn des Gymnasialdirektors Lorenz Heinrich Wagner (1774–1841), begann sein Medizinstudium 1822 in Erlangen und setzte es 1824 in Würzburg unter anderem bei Johann Lukas Schönlein (1793–1864) fort. Er war seit 1822 Mitglied der Burschenschaft der Bubenreuther in Erlangen, deren Sprecher er 1824 war. Sein Leibbursch war Karl von Hase. Auch gehörte er der Burschenschaft Germania zu Würzburg an. Nach seiner Promotion 1826 reiste er nach Paris, um sich der vergleichenden Anatomie zu widmen. Er bereiste die Küsten Frankreichs und des Mittelmeeres, wobei ihn auch die niederen Tiere interessierten.
1828 kam er nach München und ein Jahr später nach Erlangen, wo er sich zum Privatdozenten habilitierte. Nach einer Reise nach Triest erhielt er 1832 einen Ruf zum Professor der Zoologie. 1833 wurde er Professor für Zoologie und vergleichende Anatomie an der Universität Erlangen. 1840 wurde er Nachfolger von Johann Friedrich Blumenbach an der Universität Göttingen, wo er die Lehrkanzeln für die Fächer Zoologie, Physiologie und vergleichende Anatomie bis zu seinem Lebensende übernahm. 1844 übernahm er das Prorektorat der Universität Göttingen. Im Dezember 1847 wurde er als korrespondierendes Mitglied in die Russische Akademie der Wissenschaften in Sankt Petersburg aufgenommen. Am 8. Juni 1862 wurde er zum Mitglied der Leopoldina gewählt.
Im Jahr 1835 hatte er den „Keimfleck“, das Kernkörperchen der Eizelle entdeckt. 1852 gehörte er mit dem Anatomen und Physiologen Georg Meissner zu den Erstbeschreibern der Wagner-Meißnerschen Tastkörperchen. Im Materialismusstreit, der 1854 seinen Höhepunkt erreichte, verteidigte Wagner auf der 31. Versammlung der Gesellschaft deutscher Naturforscher und Ärzte in Göttingen die christliche Schöpfungsgeschichte und wandte sich scharf gegen die rein empirische Weltanschauung von Carl Vogt, der von der Öffentlichkeit als Hauptvertreter der sogenannten Materialisten angesehen wurde.
1832 heiratete Wagner Rosalie Henke (1813–1894), die älteste Tochter des Erlanger Professors Adolph Henke (1775–1843), über den er später eine Biografie verfasste. Aus der Ehe gingen unter anderem der Ökonom und Finanzwissenschaftler Adolph Wagner und der Geograph Hermann Wagner hervor; die Tochter Sophie heiratete den Archäologen Otto Benndorf.
1861 verschlechterte sich Wagners Gesundheitszustand, 1863 erlitt er einen Schlaganfall mit Halbseitenlähmung. Er starb am 13. Mai 1864.
Rudolf Wagners Bruder Moritz Wagner war Reisender, Geograph und Naturforscher.

## Zitat
„Das ist gewiss die wunderbarste Eigentümlichkeit der Schrift, dass sie gegen den, der sich mit wahrhaftem Ernste und eindringlicher Hingabe in sie vertieft und seine inneren und äußeren Erlebnisse an ihr prüft, die Überzeugung gewinnt, dass sie göttlichen Ursprunges sei; in unerschütterlicher Weise wird er dies feststellen.“ (Zöckler, 451)

## Schriften
- Die Naturgeschichte des Menschen. Handbuch der populären Anthropologie für Vorlesungen und zum Selbstunterricht. Erster Theil. Bau und Leben des Leibes. Joh. Dannheimer, Kempten 1831; (Textarchiv – Internet Archive).
- Die Naturgeschichte des Menschen. Handbuch der populären Anthropologie für Vorlesungen und zum Selbstunterricht. Zweiter Theil. Entwickelungsgeschichte der Erde und des Menschen. Joh. Dannheimer, Kempten 1831; (Textarchiv – Internet Archive, Digitalisat)
- Beiträge zur vergleichenden Physiologie des Blutes. Leipzig, 1832–1833; mit Ergänzungen 1838.
- Lehrbuch der vergleichenden Anatomie. Leipzig 1834/35, Neuaufl. 1843 u. d. T.: Lehrbuch der Zootomie. doi:10.5962/bhl.title.11174
- Prodromus Historiae Generationis Hominis Atque Animalium. Leipzig, 1836.
- Lehrbuch der speciellen Physiologie. Leipzig, 1838.
- Grundriss der Encyklopadie und Methodologie der medicinischen Wissenschaften nach geschichtlicher Ansicht. Erlangen 1838; archive.org.
- Icones physiologicae. Leipzig, 1839.
- Icones zootomicae. Leipzig, 1841.
- Handwörterbuch der Physiologie mit Rücksicht auf physiologische Pathologie. 4 Bände. Braunschweig 1842–1853. (Auszüge)
- Erinnerungen an Dr. Adolph Henke, Hofrath und Professor in Erlangen. Erlangen 1844; archive.org.
- Taschenbuch der Physik im ausführlichen und übersichtlichen Auszuge: Hauptsächlicher für Studierende der Medicin; mit 329 Holzschnitten. Leipzig 1851. Digitalisierte Ausgabe der Universitäts- und Landesbibliothek Düsseldorf
- Neurologische Untersuchungen, Göttingen 1853/54
- Der Kampf um die Seele vom Standpunkt der Wissenschaft. Sendschreiben an Herrn Leibarzt Dr. Beneke in Oldenburg. Dieterich, Göttingen 1857; Textarchiv – Internet Archive.
- mit Karl Ernst von Baer: Bericht über die Zusammenkunft einiger Anthropologen im September 1861 in Göttingen zum Zwecke gemeinsamer Besprechungen. Leopold Voss, Leipzig 1861 Digitalisat
- Zoologisch-anthropologische Untersuchungen. Göttingen 1861. online
- Die Chemie: fasslich dargestellt nach dem neuesten Standpunkte der Wissenschaft; für Studierende der Naturwissenschaften, der Medicin und der Pharmacie, so wie zum Gebrauche für Gewerb- und Realschulen; mit 69 Holzschnitten. 5. Auflage. Wigand, Leipzig 1864, urn:nbn:de:hbz:061:2-9476